# 日高良祐
日高 良祐（ひだか りょうすけ、1985年 - ）は、日本の社会学者、京都女子大学講師。専門はメディア文化研究、ポピュラー音楽研究。特に、音楽ファイルのメディア技術史や、1980年代シティ・ポップの2000年代以降のリバイバルに関する研究などで知られる。

## 経歴
宮崎県生まれ。
2010年に早稲田大学第一文学部人文専修を卒業して、東京藝術大学音楽研究科音楽文化学専攻芸術環境創造領域に進み、2012年に修士（音楽）を取得し、2017年には博士（学術）を取得した。
大学院在籍中の2014年から2016年にかけて日本学術振興会特別研究員（DC2）となり、2017年には東京都立大学システムデザイン学部インダストリアルアート学科助教となり、同時に、慶應義塾大学アート・センター訪問所員となった。
2023年、京都女子大学社会学部講師に転じ、おもにメディア文化論などを講じている。

## おもな著書

### 編著
- （永冨真梨、忠聡太との共編著）クリティカル・ワード ポピュラー音楽 〈聴く〉を広げる・更新する、フィルムアート社、2023年
- シティ・ポップ文化論、フィルムアート社、2024年